# Wolfgangsberg
Wolfgangsberg (mundartlich: Wolfgangsbərg, im Bərg dussə) ist ein Gemeindeteil der Gemeinde Hergensweiler im bayerisch-schwäbischen Landkreis Lindau (Bodensee).

## Geographie
Der Weiler liegt circa einen Kilometer östlich des Hauptorts Hergensweiler. Östlich der Ortschaft verläuft die Gemeindegrenze zur Gemeinde Sigmarszell. Ebenfalls im Osten fließt die Leiblach.

## Ortsname
Der Ortsname stammt vom Personennamen Wolfgang und bedeutet (Siedlung an) einer Anhöhe des Wolfgang.

## Geschichte
Wolfgangsberg wurde erstmals urkundlich im Jahr 1573 mit Bartholome Clipser In Wolfgangesberg erwähnt. Im Jahr 1586 waren drei Höfe im Ort Lehen des Spitals Wangen. Im Jahr 1837 wurden drei Häuser in Wolfgangsberg gezählt.